# Дынкин, Александр Александрович
Алекса́ндр Алекса́ндрович Ды́нкин (род. 30 июля 1948, Москва) — российский экономист, академик Российской академии наук (2006), директор (2006—2016), с 2017 года — президент ИМЭМО РАН, академик-секретарь Отделения глобальных проблем и международных отношений РАН (с 2010), член попечительского совета Российского совета по международным делам (с 2011).

## Биография
Сын авиаконструктора А. Л. Дынкина.
Окончил Московский авиационный институт.
После окончания в 1975 г. аспирантуры ИМЭМО работал в Институте в должности младшего, старшего, ведущего научного сотрудника, заведующего сектором. С 1989 г. — заместитель директора, с 1991 г. — первый заместитель директора. В 1998–1999 гг. помощник председателя правительства России. В 2006—2017 — директор ИМЭМО РАН

### Академическая карьера
- 1976 г. — кандидат экономических наук (диссертация «Экономические факторы создания и эксплуатации гражданской авиационной техники в США»)
- 1989 г. — доктор экономических наук (диссертация «Новый этап научно-технической революции в капиталистическом хозяйстве (экономическое содержание и механизм реализации)»; официальные оппоненты Л. И. Евенко, В. И. Кузнецов и Ю. В. Яковец)
- 2000 г. — член-корреспондент РАН
- 2006 г. — академик РАН
- 2010 г. — член Президиума РАН
- 2010 г. — академик-секретарь Отделения глобальных проблем и международных отношений РАН

### Области исследований
Александр Александрович Дынкин — один из ведущих российских специалистов в области мировой экономики и международной политики. В центре его исследований находятся вопросы экономического роста, прогнозирования, энергетики, международных сопоставлений, закономерностей инновационного развития. Под его руководством создана научная школа изучения инновационной экономики, разработана методология долгосрочного социально-экономического прогнозирования, подготовлена серия долгосрочных и краткосрочных прогнозов мировой экономики:
- "Мир 2035. Глобальный прогноз", 2017.
- «Стратегический глобальный прогноз 2030», 2011 г.
- «Мировая экономика: прогноз до 2020 г.», 2008 г.
- «Мир на рубеже тысячелетий. Прогноз развития мировой экономики до 2015 г.», 2001 г.

А. А. Дынкину принадлежит приоритет в разработке ряда актуальных вопросов экономического развития России: промышленная политика в стратегии повышения конкурентоспособности, вклад крупных и мелких компаний в модернизацию экономики, формирование национальной инновационной системы: за и против.

## Текущая экспертно-аналитическая и консультативная деятельность
- 2006 г. — член Научного совета при Министре иностранных дел РФ
- 2008 - 2012 годах — член Президиума Совета при Президенте РФ по науке, технологиям и образованию;
- член Научного совета при Совете Безопасности РФ
- 2009 г. — член конкурсной комиссии по отбору программ развития университетов, в отношении которых устанавливается категория «национальный исследовательский университет»
- 2010 г. — член Совета по грантам Правительства РФ
- 2011 г. — Председатель Научного Совета Российского совета по международным делам, член экспертной группы по направлению «Международная позиция России: экономические ориентиры»
- в 2012—2018 годах — член президиума Совета при Президенте Российской Федерации по науке и образованию
- в 2012—2023 годах — председатель Российского Пагуошского комитета при Президиуме РАН
- 2018 - член Попечительского совета РНФ

### Экспертно-аналитический опыт
- 2004—2008 гг. — член Совета по конкурентоспособности и предпринимательству при Правительстве РФ
- 2003—2007 гг. — член Правления РСПП
- 1998—1999 гг. — советник по экономике Председателя Правительства РФ
- 1997—1998 гг. — экономический советник Министра по науке и высоким технологиям

### Педагогическая деятельность
- 2001 г. — заведующий кафедрой экономики Международного Университета. Москва
- 1994, 1996 гг. — приглашенный профессор, лектор в Джорджтаунском Университете. Вашингтон. США.

Курс лекций: «Российская переходная экономика» («Russian economic transition»)

### Семья
Женат, супруга — экономист Е. А. Телегина.

## Исследования и публикации
Общий объем научных трудов А. А. Дынкина — свыше 420 п.л., изданных в России, Китае, Германии, США, Южной Корее и др. Он автор и соавтор 20 монографий, в том числе книг, изданных за рубежом.

### Монографии и сборники
- Россия и мир: 2012. Экономика и внешняя политика. Ежегодный прогноз. (недоступная ссылка) Рук. проекта: А. А. Дынкин, В. Г. Барановский. М., ИМЭМО РАН, 2011.
- Россия в полицентричном мире Под. ред. А. А. Дынкина, Н. И. Ивановой. М., Весь Мир, 2011.
- Стратегический глобальный прогноз 2030. Расширенный вариант. Под ред. ак. А. А. Дынкина. М., Магистр, 2011.
- Россия и мир: 2011. Экономика и внешняя политика. Ежегодный прогноз.  (недоступная ссылка) Рук. проекта — А. А. Дынкин, В. Г. Барановский. М., ИМЭМО РАН, 2010.
- Архитектура евроатлантической безопасности. Под ред. И. Ю. Юргенса, А. А. Дынкина, В. Г. Барановского. М., 2009.
- Россия и мир: 2010. Экономика и внешняя политика. Ежегодный прогноз. Научн. рук. акад. РАН Дынкин А.А, чл.-корр. РАН Барановский В. Г. М., 2009.
- Мировая экономика: прогноз до 2020 года. Под редакцией академика А. А. Дынкина. М., Магистр, 2007.
- Инновационные процессы в энергетическом комплексе: зарубежный опыт и российские проблемы. Отв. ред. акад. Дынкин А. А., д.э.н. Иванова Н. И. М., ИМЭМО РАН, 2007.
- Инновационные приоритеты государства. М., Наука, 2005.
- Мир на рубеже тысячелетий. Отв.ред., автор предисловия, гл. «Мир 2015»; «Инновационные контуры мировой экономики». М., Новый век, 2001.
- Контуры инновационного развития мировой экономики М., Наука, 2000.

### Публикации в зарубежных изданиях
- Wirtschaftswachstum: Erfolge und Probleme in der Putin-Zeit.// Russland heute: Rezentralisierung des Staates unter Putin. Wiesbaden, 2007.
- Russlands Perspektiven in einer globalen Wirtschaft.//Wohin steuert Russland unter Putin? Frankfurt/Main, 2004.
- Russia’s Economic Transition: Preliminary Outcome. The Role of Industrial Development in the Achievement of the Milennium Development Goals. Vienna, UNIDO, 2004.

### Статьи в научных журналах
«МЭ и МО», «Вопросы экономики», «Международные проблемы», «Международная жизнь», «Общество и экономика».
Публикации в СМИ в 2009—2011 гг. (недоступная ссылка):
2011 г.
- «Переговоры о дальнейших сокращениях ядерных вооружений будут более сложными». «Коммерсантъ», № 61 (4602), 08.04.2011 г.
- «Россия и ОЭСР нужны друг другу». «Коммерсантъ», № 93 (4634), 26.05.2011 г.

2010 г.
- «Российско-американское лидерство в построении более безопасного мира». «Коммерсантъ», № 188/П (4488), 11.10.2010 г.
- «До светлого будущего бензина не хватит». «МК», № 25293, 4.03.2010 г.
- «Мы после кризиса. В какой стране будем жить через несколько лет?» (интервью). «Аргументы и факты», № 26, 30.06.2010 г.
- «Нужны структурные реформы». «Стратегия России», № 9 (81), 2010 г.
- «Место для мысли». «Поиск», № 44 (1118), 2010 г.
- «The World on the Verge of Troublesome Years?» «Россия в глобальной политике», 15.10.2010 г.

2009 г.
- «Школа Примакова». Опубликована статья директора ИМЭМО РАН академика А. А. Дынкина, посвященная 80-летнему юбилею Евгения Максимовича Примакова. «Россия», № 42, 29.10.2009 г.
- «Нефть, бриллианты и мозги — главная ценность по всему миру». «Известия», № 41, 13.03.2009 г.
- «Карта многополярности». «Эксперт», № 22 (660), 8.06.2009 г.

А. А. Дынкин регулярно выступает с комментариями на телевидении и радио.